# Dzsitó japán császárnő
Dzsitó császárnő (持統天皇;Hepburn-átírással: Jitō tennó) (645–703. január 13.) volt Japán 41. uralkodója a hagyományos öröklési sorrend szerint. 
Uralkodási ideje 686-tól egészen 697-ig tartott. 
Japán történelmében Dzsitó volt a harmadik a nyolc uralkodónő közül, aki megszerezte a császárnői címet. A két császárnő Dzsitó hatalomra kerülése előtt, Szuiko valamint Kógjoku volt. Dzsitó után pedig Genmei, Gensó, Kóken,  Meisó s végül-de nem utolsósorban Go-Szakuramacsi császárnő vette át a hatalmat.

## Élete
Dzsitó császárnő Tendzsi japán császár lányaként látta meg a napvilágot. Édesanyja Ocsi-no-Iracume, Ómi Szoga no Jamada-no Isikava Maro miniszter lánya volt. Dzsitó császárnő Tenmu császár felesége volt, aki egyben Tendzsi császár féltestvére, valamint trónutódja is volt. 
Dzsitót többek között nevezik még, Unonoszararának vagy Unonoszaszarának (鸕野讚良) is, illetve csak egyszerűen Unónak is.
Dzsitó császárnő uralkodási ideje alatt felelősséget vállalt az udvar adminisztrációs ügyei iránt, férje Tenmu halálát követően, aki egyébiránt  saját nagybátyja volt egyben. Dzsitó 687-ben ragadta magához a hatalmat, többek között azért is, hogy biztosítsa fia, Kuszakabe sinnó helyét a trónon. Dzsitó császárnő uralkodási székhelye a Fudzsivara Palota volt, ami Jamatóban található.
Eredetileg Dzsitót Kuszakabe császár követte volna a trónon, de váratlanul és fiatalon bekövetkezett halála megakadályozta ebben. Így Kuszakabe fia, Karu-no-o lett trónörököseként kinevezve. Karu-no-o Monmu császárként vált ismertté később.
Dzsitó hét évig töltötte be az uralkodói posztot Japánban. Habár mellette jelen volt még hét lehetséges uralkodójelölt is, a vezetők általában az uralkodóház férfitagjait részesítették előnyben mondván, hogy a nők uralkodása csakis  átmeneti lehet,  ezért kell kizárólag férfi uralkodókat kinevezni Japán irányítására egészen a 21. századig bezárólag. Genmei japán császárnő, akit lánya, Gensó japán császárnő követett a trónon, rácáfolt erre a már-már dogmaként tekintett öröklési renddel kapcsolatos megállapításra.
697-ben Dzsitó lemondott hatalmáról Monmu japán császár javára, és, mint visszavonult és független uralkodónő, felvette a daidzsó-tennó címet. Ezt követően Dzsitó császárnőhöz hasonlóan a többi visszavonult uralkodó is követte példáját.
Dzsitó ezt követően elzárt uralkodónőként továbbra is hatalmat gyakorolt, amely elterjedt trend lett a japán politikában neki köszönhetően.
Dzsitó eredeti sírhelye a mai napig ismert. Ma jelenleg ez a sírhely Narában sintó emlékhelyként tisztelt.
Az Imperial Household Ügynökség ezt a helyet mauzóleumnak nevezte ki, amely ma Ocsi-no Okanoeként ismert.

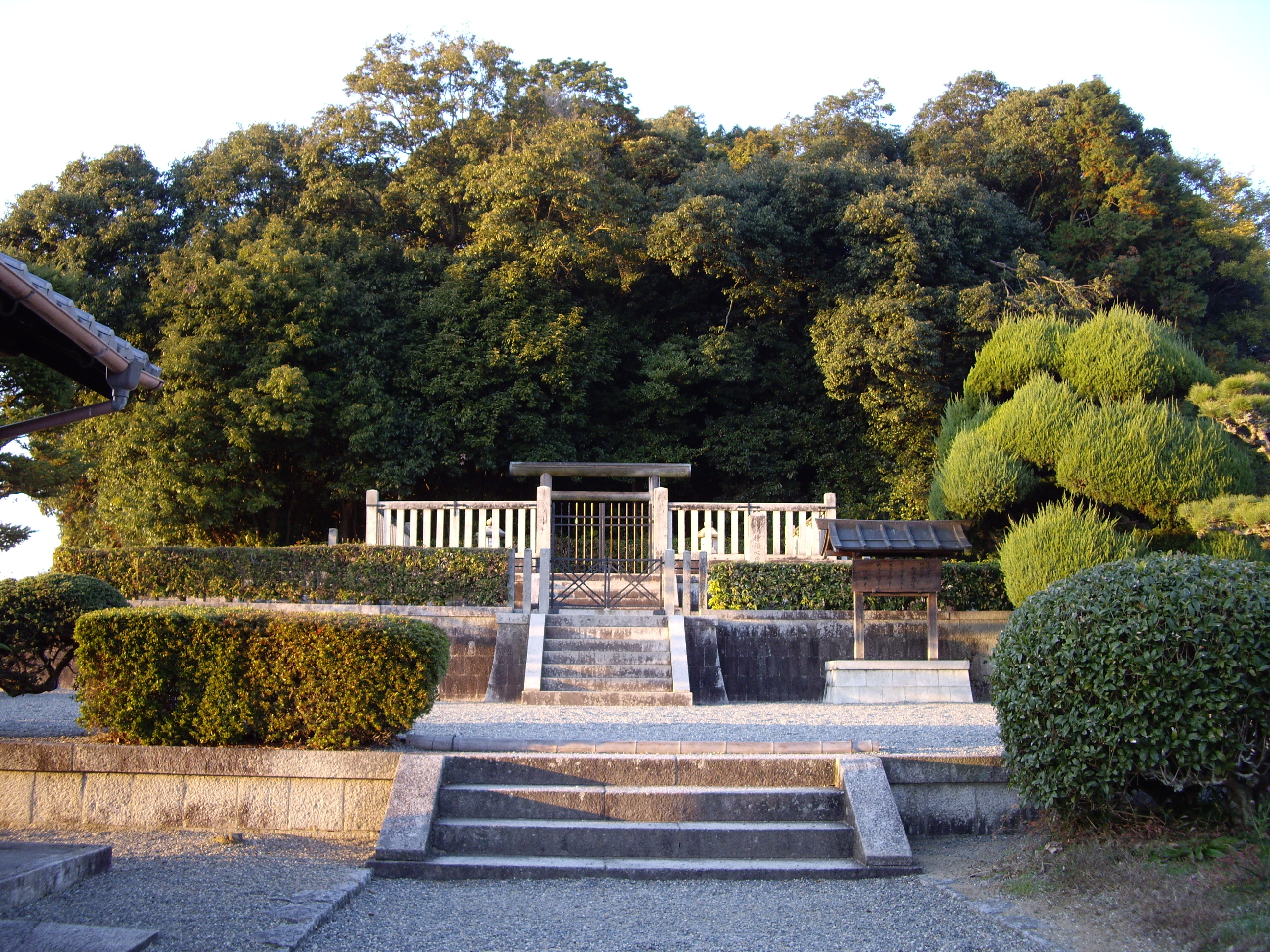
Dzsitó császárnő sírhelye

### Kugjó
A Kugjó (公卿) egy kollektív elnevezés volt ebben az időben, amelyet a Meidzsi előtti korban használtak a legnagyobb hatalommal bíró uralkodók csoportjának megnevezésére. 
Általában ebbe a kiváltságos csoportba csupán három, maximum négy férfi tartozott. Dzsitó uralkodása alatt a következőek:
•       Daidzsó-daidzsin
•	Szadadzsin
•	Udadzsin
•	Naidadzsin

## Nem nengó korszak
Dzsitó uralkodását a kutatók nem kötik egyetlen korszakhoz, vagy más néven nengóhoz sem.
• A japánok által nevezett „nem nengó korszakok”
• Jitō  uralkodása (687-697)
Habár Brown és Isida Gukansóról készült fordítása magyarázattal szolgál a homályos részek megértéséhez: „A korszakok, melyek az uralkodásba tartoztak: Sucsó maradék 7 éve, és a Taika, mely négy évig tartott (a korszak első évét kinoto-hicudzsiként ismerik). A Taika harmadik évében (697) pedig Dzsitó császárnő átadta a trónt a koronahercegnek.”

## Költészete
A Manjósú tartalmaz néhány, Dzsitó császárnő által írt verset is, ilyen például:
Tenmu császár halála után
Oh, a Kamioka-hegy őszi levélmintája!

Én Jóságos és Csodálatos Vezetőm, Te ezt látni fogod éjjel,

És utána kérdezel majd a Nap felkelte után,reggel.

Ezen a távoli,messzi hegyen tűnődöm,merengek azon,

hogy vajon Te látni fogod-e ezt ma,

vagy utána kérdezel-e holnap.

Szomorúságot érzek éjjel,

és szívbe markoló fájdalmat reggel,

hisz az én durva palástom ingujja,

már sosem fog megszáradni.
Amikor a Császár felmászott  a Villámok hegyére
Ló, mi Mindenható, Jóságos Vezérünk,

Aki a Villámok hegyén tartózkodik a felhős égben!
Hjakunin Issu költészete
Az egyik, Dzsitó császárnőnek tulajdonított verset Fudzsivara no Teika kiválasztotta, hogy hozzáadják a híres, Hjakunin Issu antológiához.
Vers 2
A tavasz már elmúlt,

a nyár következik újra,:így a fehér-selyem palástok,	

mondják, szétterülhetnek

megszáradni a Kagujama hegy felszínén újra.

## Fordítás
- Ez a szócikk részben vagy egészben  az   Empress Jitō című angol Wikipédia-szócikk ezen változatának fordításán alapul.  Az eredeti cikk szerkesztőit annak laptörténete sorolja fel. Ez a jelzés csupán a megfogalmazás eredetét és a szerzői jogokat jelzi, nem szolgál a cikkben szereplő információk forrásmegjelöléseként.